# Fuscidea elixii
Fuscidea elixii är en lavart som beskrevs av Kantvilas. Fuscidea elixii ingår i släktet Fuscidea och familjen Fuscideaceae.   Inga underarter finns listade i Catalogue of Life.